# 劍葉舌葉蘚
劍葉舌葉蘚（学名：Scopelophila cataractae）为叢蘚科舌葉蘚屬下的一个种。